# Деветнадесети изтребителен авиополк
Деветнадесети изтребителен авиополк (19-и ИАП) е бивше военно формирование от Военновъздушни сили на Българската армия.

## История
Създаден е през март 1951 г. като част от Десета изтребителна авиодивизия (10-а ИАД). Базиран е на летище Граф Игнатиево. Първите самолети на авиополка са витлови Як-11, но само след месец започва приучване на първите за българските ВВС реактивни изтребители Як-17 и Як-23. През есента на същата година авиополкът получава МиГ-15 и УТИМиГ-15, а от 1955 г. и МиГ-17ПФ. През 1957 и 1959 г. са доставени МиГ-19, първият свръхзвуков изтребител в българските ВВС в модификацията прехващач МиГ-19П. По това време авиополкът включва 1-ва Изтребителна авиоескадрила (1-ва ИАЕ) с МиГ-19П/ПМ (втора ръка от Полша от 28-и ИАП на полските ВВС в Слупск-Редзиково) 2-ра ИАЕ и 3-та ИАЕ с МиГ-19С. Основната разлика между двата варианта е, че прехващачите П/ПМ са оборудвани с примитивната бордна радиолокационна станция „Сирена“, позволяваща прехващане на цели през облачната покривка и измерване на разстоянието до целта за по-точна оръдейна стрелба, а С-вариантът е фронтови изтребител-бомбардировач без РЛС.
През 1961 г. авиополкът става част от 10-и Смесен авиационен корпус (10-и САК) с щаб в Пловдив. От 1963 г. летци на полка се приучват на модерните за времето си изтребители МиГ-21Ф-13 и през есента на същата година формированието получава 12 изтребителя от този тип. През ноември 1978 г. са свалени от въоръжение МиГ-19, а от 1983 г. авиополкът се преоръжава с 36 самолета от последната серийнопроизвеждана модификация МиГ-21бис.
Според съветската военна доктрина военновъздушните сили и противовъздушната отбрана са два отделни вида въоръжени сили (в Съветската армия това са ВВС от една страна и ПВО Страны от друга). Разликата във функциите им е, че ВВС и основно техния род войски Фронтова авиация поддържат операциите на сухопътните войски – осигуряват близка въздушна поддръжка, въздушно разузнаване и противовъздушна отбрана на наземните ешелони, транспортни линии и възли, военни бази, докато ПВО на страната осигурява противовъздушната отбрана на градските и промишлени центрове.
Българските ВВС следват оперативната доктрина на Съветската армия. Така означението на 17-и, 18-и и 19-и Изтребителни авиополкове е идентично, но функциите им се различават. 17-и и 18-и ИАП в състава съответно на 2-ра и на 1-ва Дивизия за ПВО са подготвяни съгласно оперативните принципи на съветската ПВО на страната и по-конкретно тези за изтребителните авиополкове с изтребител-прехващачи. Функциите им са по осигуряване на противовъздушната отбрана съответно на източната и на западната половина на територията на България.
19-и Изтребителен авиополк от своя страна (и 10-и Смесен авиокорпус като цяло) следва оперативните принципи на Фронтовата авиация на съветските ВВС и по-специално тези за изтребителните авиополкове с фронтови изтребители. Така основните задачи на 19-и ИАП са по осигуряване на ПВО на съединенията на сухопътните войски, както и прикритието на 21-ви (Узунджово), 22-ри (Безмер) и 25-и (Чешнегирово – Садово) изтребително-бомбардировъчни авиополкове, действащи в техен интерес. Освен това 19-и изтребителен авиополк е атомоносно подразделение. Неговата 2-ра Изтребителна авиоескадрила (2-ра ИАЕ) е предвидена в случай на пълномащабен военен конфликт да нанася тактически ядрени удари със свободнопадащи ядрени боеприпаси, доставени от Съветската армия. По тази причина самолетите ѝ са оборудвани с подсилени подтелни възли за външно подкачване на въоръжение, които да поемат по-голямата маса на ядрените боеприпаси, както и със специализирана апаратура, която да осъществява прицелването с тях.
През есента на 1993 г. към полка е придадена още една ескадрила, част от разформирования 21-ви Изтребителен авиополк (21-ви ИАП) в Узунджово. През август на следващата година авиополкът е разформирован (както и самият 10-и САК), а на негово място се сформират 3-та Изтребителна авиобаза (3-та ИАБ в Граф Игнатиево) 4-та Изтребителна авиобаза (4-та ИАБ в Узунджово) в състава на Корпус противовъздушна отбрана (кПВО), формиран чрез обединяването на 1-ва и 2-ра Дивизия ПВО (1-ва и 2-ра дПВО). Малко след формирането си, през 1995 г. 4-та ИАБ е преподчинена от Корпус противовъздушна отбрана на Корпус тактическа авиация (кТА) и променя означението си от 4-та Изтребителна авиобаза (4-та ИАБ) на 21-ва Изтребително-бомбардировъчна авиобаза (21-ва ИБАБ).
Днес за официален наследник на 19-и Изтребителен авиополк се счита 3-та авиационна база (в Граф Игнатиево), единственото изтребително съединение в състава на Българските ВВС.

## Командири
Званията на командирите са към датата на заемането на длъжността:
- кап. Симеон Симеонов (11 май 1951 – 29 септември 1951)
- кап. Драган Драганов (29 септември 1951 – 19 ноември 1953)
- майор Таньо Калудов (19 ноември 1953 – 13 март 1956)
- майор Сава Нецов (12 февруари 1956 – 20 ноември 1957)
- майор Димо Димов (20 ноември 1957 – 22 август 1960)
- подп. Милан Василев (1960 – 1964)
- подп. Тодор Трифонов (2 октомври 1964 – 5 октомври 1966)
- подп. Георги Разсолков (5 октомври 1966 – 1 октомври 1969)
- подп. Вълко Вълков (1 октомври 1969 – 10 септември 1972)
- подп. Любен Леонидов (30 септември 1972 – 28 септември 1976)
- подп. Евгени Стаменков (1 октомври 1976 – 2 октомври 1978)
- майор Илия Синапов (2 октомври 1978 – 15 септември 1980)
- майор Стефан Попов (15 септември 1980 – 1 октомври 1983)
- подп. Христо Йовчев (10 октомври 1983 – 30 септември 1986)
- подп. Георги Виденов (30 септември 1986 – 4 март 1988)
- подп. Димитър Цветков (4 март 1988 – 16 септември 1990)
- подп. Любен Лозанов (16 септември 1990 – 30 август 1992)
- подп. Симеон Симеонов (1 септември 1992 – 1994)